# Gil Cohen
Gil Cohen (in ebraico גיל כהן‎?; 8 novembre 2000) è un calciatore israeliano, difensore del Beitar Gerusalemme.

## Carriera
Cresciuto nel settore giovanile dell'Ashdod, ha esordito in prima squadra il 13 maggio 2018 disputando l'incontro di Ligat ha'Al perso 1-2 contro l'Ironi K. Shmona.

## Statistiche

### Presenze e reti nei club
Statistiche aggiornate al 2 settembre 2021.
| Stagione        | Squadra         | Campionato      | Campionato | Campionato | Coppe nazionali | Coppe nazionali | Coppe nazionali | Coppe continentali | Coppe continentali | Coppe continentali | Altre coppe | Altre coppe | Altre coppe | Totale | Totale |
| Stagione        | Squadra         | Comp            | Pres       | Reti       | Comp            | Pres            | Reti            | Comp               | Pres               | Reti               | Comp        | Pres        | Reti        | Pres   | Reti   |
| --------------- | --------------- | --------------- | ---------- | ---------- | --------------- | --------------- | --------------- | ------------------ | ------------------ | ------------------ | ----------- | ----------- | ----------- | ------ | ------ |
| mag. 2018       | Ashdod          | LhA             | 1          | 0          |                 | -               | -               |                    | -                  | -                  |             | -           | -           | 1      | 0      |
| 2018-2019       | Ashdod          | LhA             | 15         | 0          | CI+TC           | 1+3             | 0               |                    | -                  | -                  |             | -           | -           | 18     | 0      |
| 2019-2020       | Ashdod          | LhA             | 24         | 0          | CI+TC           | 1+4             | 0               |                    | -                  | -                  |             | -           | -           | 29     | 0      |
| 2020-2021       | Ashdod          | LhA             | 20         | 0          | CI+TC           | 2+2             | 0               |                    | -                  | -                  |             | -           | -           | 24     | 0      |
| 2021-2022       | Ashdod          | LhA             | 1          | 0          | CI+TC           | 0+2             | 0               | UECL               | 2                  | 0                  |             | -           | -           | 5      | 0      |
| Totale carriera | Totale carriera | Totale carriera | 61         | 0          |                 | 15              | 0               |                    | 2                  | 0                  |             | -           | -           | 78     | 0      |